# StatusNet
StatusNet (anteriormente chamado de Laconica) foi um servidor de microblogging, escrito em PHP. Implementa o padrão OStatus para inter-operação entre instalações. Enquanto oferecia funcionalidade similares ao Twitter, procurando prover comunicação aberta entre diferentes comunidades de microblogging. Empresas e indivíduos podiam instalar e controlar seus próprios serviços e dados.

## Características
- Updates via a Atualizações via clienteXMPP/Jabber/Google Talk
- Autenticação por OpenID
- Atualizações e notificações SMS
- Api compatível com o Twitter
- Hashtags
- Interface multi idiomas (usando Gettext)
- Posts cruzados com Twitter
- Integração com Facebook
- Groups (Bangtags)
- Compactador automático de URL
- Mapas e geolocalização
- Implementação do Salmon Protocol